# ویم فان سونانت
ویم فان سونانت (انگلیسی: Wim Vansevenant؛ زادهٔ ۲۳ دسامبر ۱۹۷۱) دوچرخه‌سوار اهل بلژیک است.